# Microhyla palmipes
Espèce
Synonymes
- Microhyla niasensis Van Kampen, 1915

Statut de conservation UICN

 LC  : Préoccupation mineure
Microhyla palmipes est un amphibiens appartenant à la famille des Microhylidae.

## Répartition
Cette espèce se rencontre, :
- en Malaisie péninsulaire ;
- en Indonésie dans les îles de Sumatra, de Nias, de Java, de Madura et de Bali.

## Description
Microhyla palmipes mesure environ 18 mm. Son dos est brun gris avec des taches symétriques sombres cerclées de clair et présente une grande tache sombre en forme de V inversé. Une bande oblique sombre par de l'œil jusqu'au milieu du flanc ; une deuxième se situe au niveau de la cuisse et une dernière au niveau du tibia qui présente également une tache sur sa face interne. Une autre tache, plus petite, se trouve sur le talon. La région anale est noire. Son ventre est blanchâtre avec de petites taches brunes. Sa lèvre inférieure est brun foncé avec de petites taches blanches.

## Étymologie
Son nom d'espèce, du latin palmipes, « qui a les pieds palmés », lui a été en référence aux palmures couvrant les deux tiers de la longueur de ses pattes.

## Publications originales
- Boulenger, 1897 : Descriptions of new Malay frogs. Annals and Magazine of Natural History, sér. 6, vol. 19, p. 106-108 (texte intégral).
- Van Kampen, 1915 : Amphibien von Nias.  in Kleiweg de Zwaan, Die Insel Nias bei Sumatra. vol. 3, p. 277-281.